# Sebastià García Martínez
Sebastià García Martínez (Villena, 1942 - València, 1986) va ser un historiador valencià.
Fill de Máximo García Luján, alcalde de Villena. Va ser professor titular d'Història Moderna a la Universitat de València (on fou deixeble de Joan Reglà), vicerector de la mateixa i director del Col·legi Major Universitari Lluís Vives. El 1968 publicà el seu primer llibre, Els fonaments del País Valencià modern, i seguidament continuà publicant nombrosos articles sobre la història del País Valencià durant el regnat dels Àustries. Moltes de les seues obres es consideren imprescindibles per a comprendre aquesta etapa. Cal citar: Bandolers, corsaris i moriscos, El patriarca Ribera y la extirpación del erasmismo valenciano, Valencia y la Casa de Austria, així com la seua tesi doctoral Valencia bajo Carlos II.
El 2006 l'editorial Afers publicà El País Valencià modern. Societat, política i cultura a l'època dels Àustria, obra que reuneix en un volum tots els articles que comprenia Els fonaments del País Valencià modern.